# ماریانه و یولیانه
ماریانه و یولیانه (آلمانی: Die bleierne Zeit) فیلمی به کارگردانی مارگارته فون تروتا است که در سال ۱۹۸۱ منتشر شد. از بازیگران آن می‌توان به باربارا سکووا اشاره کرد.
این فیلم توانست جایزهٔ شیر طلایی جشنواره فیلم ونیز را از آنِ خود کند.